# Orthostichopsis incertus
Orthostichopsis incertus là một loài rêu trong họ Pterobryaceae. Loài này được Thér. mô tả khoa học đầu tiên năm 1936.
Danh pháp khoa học của loài này chưa được làm sáng tỏ. 